# نقاب باقعر (المكلا)

تعديل مصدري - تعديل

نقاب باقعر هي إحدى قرى عزلة المكلا بمديرية المكلا التابعة لمحافظة حضرموت، بلغ تعداد سكانها 23 نسمة حسب تعداد اليمن لعام 2004.